# Tranemo
Tranemo ist ein Ort (tätort) in der schwedischen Provinz Västra Götalands län und der historischen Provinz Västergötland. Er ist zugleich Hauptort der gleichnamigen Gemeinde.
Der Ort liegt am Ufer des nach dem Ort benannten Sees Tranemosjön. Der Name setzt sich aus dem schwedischen Wort für Kranich “trana” und “mo”, einer Bodenbezeichnung, zusammen und bezog sich ursprünglich auf das Kirchspiel, von dem der Name auf den Ort überging.